# Гран-при Австралии 2022 года
Гран-при Австралии 2022 года (официально англ. Formula 1 Heineken Australian Grand Prix 2022) — этап чемпионата мира по автогонкам в классе «Формула-1», который прошёл с 8 по 10 апреля 2022 года на трассе «Альберт-Парк» в Мельбурне, Австралия. Это был третий этап чемпионата мира Формулы-1 2022 года.
Поул-позицию и гонку выиграл Шарль Леклер на Ferrari. Вторым финишировал Серхио Перес на Red Bull, третьим — Джордж Расселл на Mercedes.
Также на этом Гран-при Шарль Леклер завоевал в своей карьере первый «большой шлем» (поул, лидирование от старта до финиша, быстрый круг гонки и победа). Это был первый «большой шлем» для гонщика Ferrari после Фернандо Алонсо на Гран-при Сингапура 2010 года.

## Свободные заезды
В пятничных сессиях лучшие результаты показывали гонщики «Феррари» и Ферстаппен, в субботу же лучший результат удалось показать Норрису из «Макларена». Магнуссен чувствовал недомогание, но все же принял участие в тренировках. В третьей сессии вылетел с трассы Стролл, повредив подвеску. Для его напарника по «Астон Мартин» Феттеля, наконец вернувшегося после болезни, тренировки оказались полны проблем. Сначала в конце первой сессии на его машине сгорел мотор, и всю вторую сессию пришлось пропустить, а когда в субботу наконец удалось выехать, почти сразу немецкий гонщик вылетел с трассы, разбив подвеску. Таким образом, механикам «Астон Мартина» к квалификации пришлось спешно восстанавливать оба автомобиля.
| Сессия | Лидер              | Конструктор | Ш | Время    | Погода         | Воздух °C | Трасса °C |
| ------ | ------------------ | ----------- | - | -------- | -------------- | --------- | --------- |
| 1      | Карлос Сайнс (мл.) | Ferrari     | P | 1:19,806 | Солнечно. Сухо | +21       | +38       |
| 2      | Шарль Леклер       | Ferrari     | P | 1:18,978 | Облачно. Сухо  | +20       | +28       |
| 3      | Ландо Норрис       | McLaren     | P | 1:19,117 | Облачно. Сухо  | +25…24    | +33…31    |

## Квалификация
Погода:  Солнечно. Сухо. Воздух +23…22 °C, трасса +31…27 °C
Завершить ремонт автомобиля Феттеля механики команды не смогли — но помог случай. За несколько минут до конца первой сессии из-за недопонимания столкнулись Стролл и Латифи, незадолго до того вылетевший с трассы и вернувшийся обратно. Потребовалось время на уборку обломков, за это время ремонт удалось завершить, и Феттель смог показать время. Выйти из первой части, тем не менее, не удалось.
Стролл на момент столкновения не успел показать никакого времени, но был допущен к старту гонки — хотя и получил по результатам разбирательства штраф в три позиции на старте следующей гонки. Также закончили квалификацию Магнуссен и Албон, при этом Александр показал относительно высокое 16-е место, но был вынужден остановиться на трассе — осталось слишком мало топлива. Впоследствии судьи не смогли извлечь из его автомобиля обязательный литр бензина, поэтому представитель Таиланда был исключен из результатов квалификации — но к участию в гонке допущен, как и Стролл. Назначенный ему на прошлом Гран-при штраф в три позиции на старте также был применен, но никакого влияния на позицию не оказал. Лучшим в сессии стал Ферстаппен.
Во второй части квалификации быстрейшее время показал Перес, выбывшими оказались все четыре «Альфы» (две «Альфа Таури» и две «Альфа Ромео»), а также Шумахер. Таким образом, в финал, кроме трех сильнейших команд, в полном составе вышли «Макларен» и «Альпин».
Финал квалификации был вновь прерван красными флагами — из-за технической неполадки разбил машину Фернандо Алонсо. Из многих гонщиков, находившихся в этот момент на быстром круге, закончить попытку смог лишь Леклер (и стал первым), а его напарник Сайнс не успел. Не повезло ему и во второй попытке — машину не сразу удалось завести и он потерял время, оказавшись лишь девятым. Компанию монегаску на первом ряду составил Ферстаппен, на втором ряду расположились Перес и Норрис. Третий ряд заняли гонщики «Мерседес», на четвёртом оказались Риккиардо и Окон.
Поул Леклера стал 11-м в карьере и первым для «Феррари» в Австралии с 2007 года.
| Место                                           | №  | Гонщик             | Конструктор           | Часть 1     | Часть 2  | Часть 3     | Старт |
| ----------------------------------------------- | -- | ------------------ | --------------------- | ----------- | -------- | ----------- | ----- |
| 1                                               | 16 | Шарль Леклер       | Ferrari               | 1:18,881    | 1:18,606 | 1:17,868    | 1     |
| 2                                               | 1  | Макс Ферстаппен    | Red Bull-RBPT         | 1:18,580    | 1:18,611 | 1:18,154    | 2     |
| 3                                               | 11 | Серхио Перес       | Red Bull-RBPT         | 1:18,834    | 1:18,340 | 1:18,240    | 3     |
| 4                                               | 4  | Ландо Норрис       | McLaren-Mercedes      | 1:19,280    | 1:19,066 | 1:18,703    | 4     |
| 5                                               | 44 | Льюис Хэмилтон     | Mercedes              | 1:19,401    | 1:19,106 | 1:18,825    | 5     |
| 6                                               | 63 | Джордж Расселл     | Mercedes              | 1:19,405    | 1:19,076 | 1:18,933    | 6     |
| 7                                               | 3  | Даниэль Риккардо   | McLaren-Mercedes      | 1:19,665    | 1:19,130 | 1:19,032    | 7     |
| 8                                               | 31 | Эстебан Окон       | Alpine-Renault        | 1:19,605    | 1:19,136 | 1:19,061    | 8     |
| 9                                               | 55 | Карлос Сайнс (мл.) | Ferrari               | 1:18,983    | 1:18,469 | 1:19,408    | 9     |
| 10                                              | 14 | Фернандо Алонсо    | Alpine-Renault        | 1:19,192    | 1:18,815 | Без времени | 10    |
|                                                 |    |                    |                       |             |          |             |       |
| 11                                              | 10 | Пьер Гасли         | AlphaTauri-RBPT       | 1:19,580    | 1:19,226 |             | 11    |
| 12                                              | 77 | Валттери Боттас    | Alfa Romeo-Ferrari    | 1:19,251    | 1:19,410 |             | 12    |
| 13                                              | 22 | Юки Цунода         | AlphaTauri-RBPT       | 1:19,742    | 1:19,424 |             | 13    |
| 14                                              | 24 | Чжоу Гуаньюй       | Alfa Romeo-Ferrari    | 1:19,910    | 1:20,155 |             | 14    |
| 15                                              | 47 | Мик Шумахер        | Haas-Ferrari          | 1:20,104    | 1:20,465 |             | 15    |
|                                                 |    |                    |                       |             |          |             |       |
| 16                                              | 20 | Кевин Магнуссен    | Haas-Ferrari          | 1:20,254    |          |             | 16    |
| 17                                              | 5  | Себастьян Феттель  | Aston Martin-Mercedes | 1:21,149    |          |             | 17    |
| 18                                              | 6  | Николас Латифи     | Williams-Mercedes     | 1:21,372    |          |             | 18    |
| ИСК                                             | 23 | Александр Албон    | Williams-Mercedes     | 1:20,135    |          |             | 20    |
| 107 % от времени лидера первой сессии: 1:24,080 |    |                    |                       |             |          |             |       |
| —                                               | 18 | Лэнс Стролл        | Aston Martin-Mercedes | Без времени |          |             | 19    |
| Источник:                                       |    |                    |                       |             |          |             |       |

### Комментарии
1. ↑  Исключен из результатов квалификации из-за недостаточного количества топлива после попытки. Получил штраф в виде потери трёх мест на стартовой решётке за столкновение с Лэнсом Строллом на Гран-при Саудовской Аравии, что не повлияло на его стартовую позицию. По решению судей он был допущен к участию в гонке.
2. ↑  Допущен на старт решением судей. Получил штраф в виде потери трёх мест за аварию с Латифи.

## Гонка
Погода:  Солнечно. Сухо. Воздух +26…27 °C, трасса +39…35 °C
На старте лидером остался Леклер, позади Хэмилтон отыграл пару мест, опередив Норриса и Переса. Мексиканец к 10-му кругу позицию вернул, Норрис — нет. Сайнс плохо стартовал, а на втором круге и вовсе вылетел, завязнув в гравии — как выяснится позднее, из-за проблем с рулевым колесом — чем вызвал появление автомобиля безопасности. Воспользовавшись паузой, Стролл дважды сменил резину, на один круг выехав на Medium, чтобы все остальное время провести на Hard.
После рестарта Леклер вновь сохранил первое место, после чего создал отрыв. На 23-м круге разбил машину Феттель, что снова привело к появлению пейс-кара. На этот раз после рестарта Ферстаппен пытался атаковать лидера, но безуспешно — тот вновь легко оторвался. Перес, восстановивший потерянные на старте позиции, смог атаковать и обогнать Расселла в борьбе за третье место — но большей частью потому что британцу пришлось экономить шины.
На 39-м круге у занимающего комфортное второе место Ферстаппена вновь возникли проблемы с машиной и он сошёл — случилась утечка топлива, так что автомобиль даже загорелся. Вновь появился автомобиль безопасности, на этот раз виртуальный.
Позже в борьбе за позицию Стролл вытеснил Боттаса на обочину, вследствие чего финну пришлось пропустить ещё и Гасли. За свои манёвры канадец получил штраф в 5 секунд.
Потеряв основного соперника, Леклер без проблем довел гонку до победы, пролидировав всю дистанцию и показав быстрейший круг. Это достижение, называемое «Большой шлем», стало для монегаска первым в карьере, при этом он всего 27-й по счету из тех гонщиков, кому это удавалось.
Вторым, удачно избежав проблем, стал Перес, третьим стал Расселл, завоевавший свой первый подиум в составе «Мерседес». Четвёртым стал Хэмилтон, далее финишировали гонщики «Макларена». Седьмым стал Окон, восьмым стал Боттас. несмотря на вылет стараниями Стролла. Дополнили очковую зону Гасли и Албон — последний применил неожиданную тактику, заехав на обязательный пит-стоп на самом последнем круге гонки. За счет того, что многие из его соперников к тому моменту имели очень изношенные шины, тайскому гонщику удалось заработать очки несмотря на старт с 20-го места.
| Место                                                                    | С  | +/- | №  | Гонщик             | Конструктор           | Ш | Круги | Время/причина схода | Скорость | Пит | Типы шин | О    |
| ------------------------------------------------------------------------ | -- | --- | -- | ------------------ | --------------------- | - | ----- | ------------------- | -------- | --- | -------- | ---- |
| 1                                                                        | 1  | ▬   | 16 | Шарль Леклер       | Ferrari               | P | 58    | 1:27:46,548         | 209,254  | 1   | MH       | 25+1 |
| 2                                                                        | 3  | ▲1  | 11 | Серхио Перес       | Red Bull-RBPT         | P | 58    | +20,524             | 208,441  | 1   | MH       | 18   |
| 3                                                                        | 6  | ▲3  | 63 | Джордж Расселл     | Mercedes              | P | 58    | +25,593             | 208,242  | 1   | MH       | 15   |
| 4                                                                        | 5  | ▲1  | 44 | Льюис Хэмилтон     | Mercedes              | P | 58    | +28,543             | 208,126  | 1   | MH       | 12   |
| 5                                                                        | 4  | ▼1  | 4  | Ландо Норрис       | McLaren-Mercedes      | P | 58    | +53,303             | 207,157  | 1   | MH       | 10   |
| 6                                                                        | 7  | ▲1  | 3  | Даниэль Риккардо   | McLaren-Mercedes      | P | 58    | +53,737             | 207,140  | 1   | MH       | 8    |
| 7                                                                        | 8  | ▲1  | 31 | Эстебан Окон       | Alpine-Renault        | P | 58    | +1:01,683           | 206,831  | 1   | MH       | 6    |
| 8                                                                        | 12 | ▲4  | 77 | Валттери Боттас    | Alfa Romeo-Ferrari    | P | 58    | +1:08,439           | 206,569  | 1   | MH       | 4    |
| 9                                                                        | 11 | ▲2  | 10 | Пьер Гасли         | AlphaTauri-RBPT       | P | 58    | +1:16,221           | 206,268  | 1   | MH       | 2    |
| 10                                                                       | 20 | ▲10 | 23 | Александр Албон    | Williams-Mercedes     | P | 58    | +1:19,382           | 206,146  | 1   | HS       | 1    |
| 11                                                                       | 14 | ▲3  | 24 | Чжоу Гуаньюй       | Alfa Romeo-Ferrari    | P | 58    | +1:21,695           | 206,057  | 1   | MH       |      |
| 12                                                                       | 19 | ▲7  | 18 | Лэнс Стролл        | Aston Martin-Mercedes | P | 58    | +1:28,598           | 205,792  | 3   | HMH      |      |
| 13                                                                       | 15 | ▲2  | 47 | Мик Шумахер        | Haas-Ferrari          | P | 57    | +1 круг             | 205,557  | 1   | MH       |      |
| 14                                                                       | 16 | ▲2  | 20 | Кевин Магнуссен    | Haas-Ferrari          | P | 57    | +1 круг             | 205,492  | 1   | HM       |      |
| 15                                                                       | 13 | ▼2  | 22 | Юки Цунода         | AlphaTauri-RBPT       | P | 57    | +1 круг             | 205,400  | 1   | MH       |      |
| 16                                                                       | 18 | ▲2  | 6  | Николас Латифи     | Williams-Mercedes     | P | 57    | +1 круг             | 205,237  | 2   | MH       |      |
| 17                                                                       | 10 | ▼7  | 14 | Фернандо Алонсо    | Alpine-Renault        | P | 57    | +1 круг             | 204,461  | 2   | HM       |      |
| Сход                                                                     | 2  | ▼16 | 1  | Макс Ферстаппен    | Red Bull-RBPT         | P | 38    | Утечка топлива      | —        | 1   | MH       |      |
| Сход                                                                     | 17 | ▼2  | 5  | Себастьян Феттель  | Aston Martin-Mercedes | P | 22    | Авария              | —        | 0   | H        |      |
| Сход                                                                     | 9  | ▼11 | 55 | Карлос Сайнс (мл.) | Ferrari               | P | 1     | Авария              | —        | 0   | H        |      |
| Быстрый круг: Шарль Леклер (Ferrari) — 1:20,260, поставлен на 58-м круге |    |     |    |                    |                       |   |       |                     |          |     |          |      |
| Источник:                                                                |    |     |    |                    |                       |   |       |                     |          |     |          |      |

### Комментарии
1. ↑  Лэнс Стролл был оштрафован на 5 секунд за некорректную оборону, на позицию в протоколе это не повлияло

## Положение в чемпионате после Гран-при
Уверенной победой Леклер упрочил свое лидерство, доведя преимущество до 34 очков. На второе место за счет весьма стабильных выступлений вышел Расселл, на четвёртое — Перес. Ферстаппен из-за схода опустился на шестое место, несмотря на победу на предыдущем этапе. В зачете конструкторов лидерство «Феррари» также упрочилось до 39 очков, «Макларен» за счет двойного финиша в очках поднялся на четвёртое место, «Хаас» же, напротив, вообще не попал в очки и опустился уже на 7-е место.
| Место                                       | +/- | Гонщик             | Очки |
| ------------------------------------------- | --- | ------------------ | ---- |
| 1                                           | ▬   | Шарль Леклер       | 71   |
| 2                                           | ▲2  | Джордж Расселл     | 37   |
| 3                                           | ▼1  | Карлос Сайнс (мл.) | 33   |
| 4                                           | ▲3  | Серхио Перес       | 30   |
| 5                                           | ▬   | Льюис Хэмилтон     | 28   |
| Источник: официальный сайт ФИА (Результаты) |     |                    |      |

| Место                                       | +/- | Конструктор      | Очки |
| ------------------------------------------- | --- | ---------------- | ---- |
| 1                                           | ▬   | Ferrari          | 104  |
| 2                                           | ▬   | Mercedes         | 65   |
| 3                                           | ▬   | Red Bull-RBPT    | 55   |
| 4                                           | ▲4  | McLaren-Mercedes | 24   |
| 5                                           | ▼1  | Alpine-Renault   | 22   |
| Источник: официальный сайт ФИА (Результаты) |     |                  |      |